# Junior Dragster
Junior Dragster
Lite kort info om Junior Dragster.

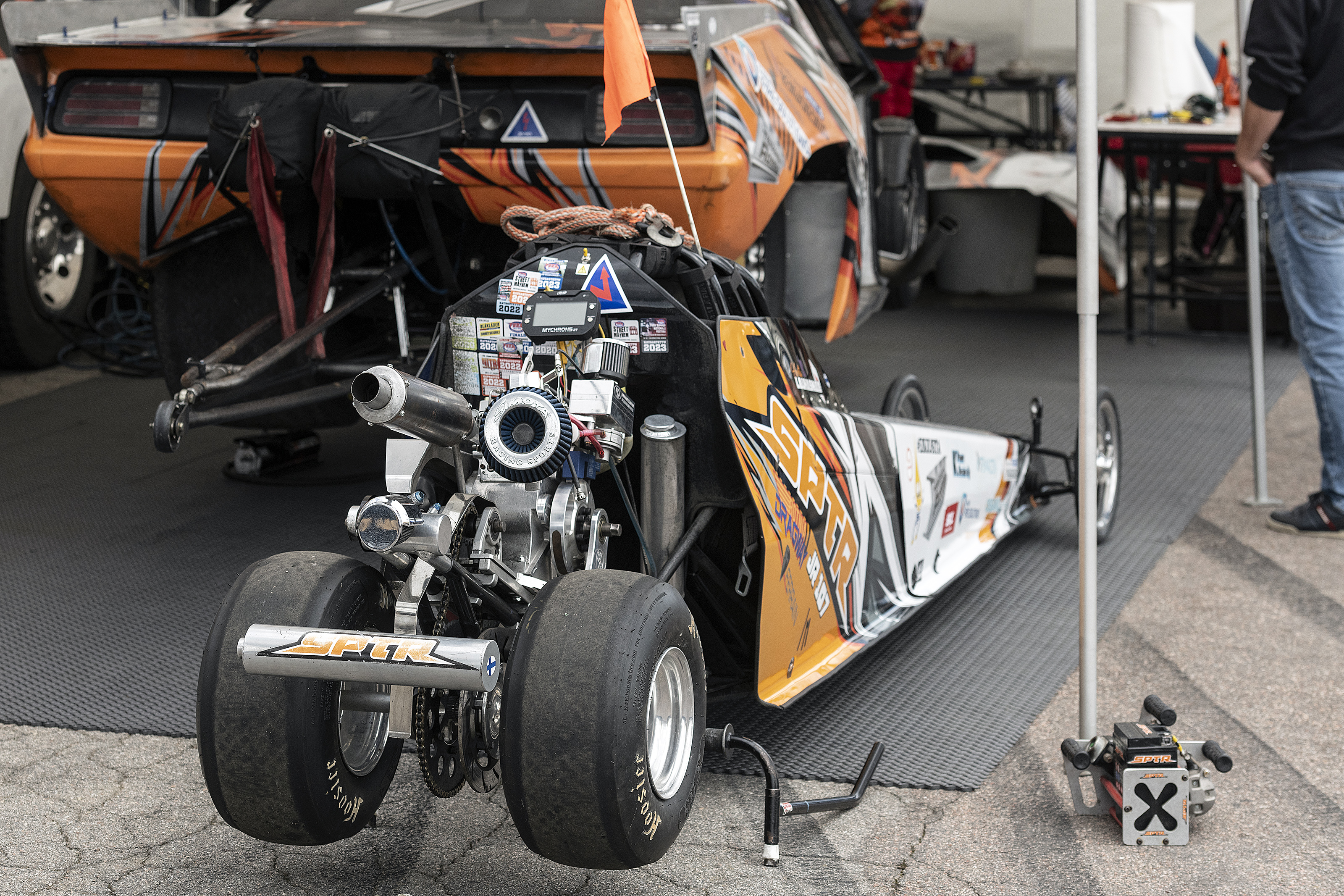
Junior dragster Mantorp Park 2023

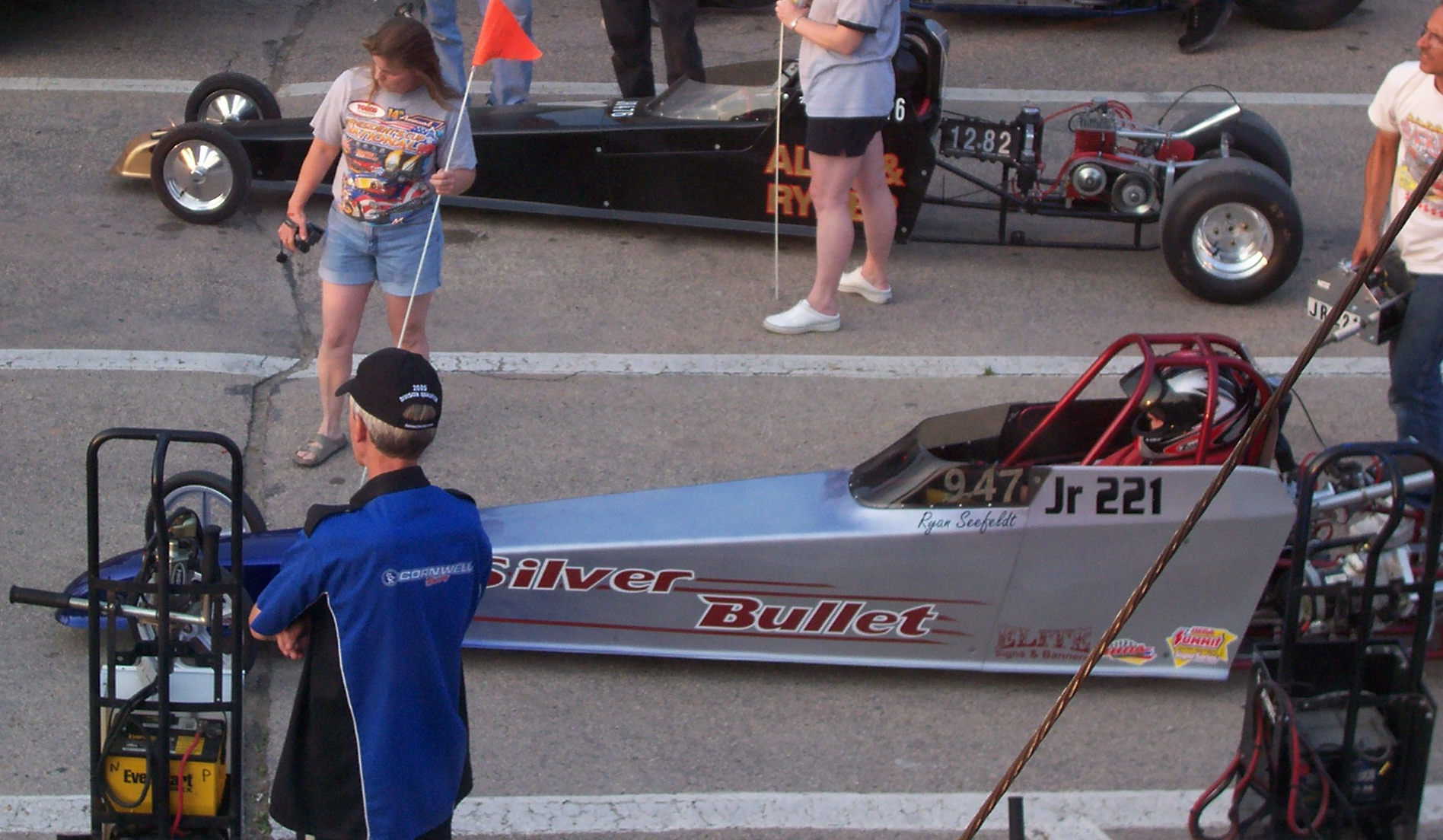
Junior Dragsters

Junior Dragster är en klass för barn som vill börja köra dragracing från det att de är åtta år gamla. Man får köra junior dragster till och med det året man fyller 18 år. 
I Junior dragracing kvalar man på reaktionstid dvs från att det blir grönt tills dragstern kommer iväg. Och om man rödlyktar (tjuvstartar) är man automatiskt ute ur tävlingen om det är utslagning, se mer under dragracing. Startar man korrekt så är det först över mållinjen som gäller. Om en gör en breakout och den andra tjuvstartar så åker den som tjuvstartar ut eftersom det hände först. Om båda tjuvstartar så åker den som tjuvstartade minst ut. Man ska försöka vara så nära 0,0000 som möjligt. De som brukar ha bäst reaktioner i större klasser är de som har kört junior dragster tidigare. Större klasser får man börja köra från 16-års ålder om man kört JR eller 18 om man inte kört förut.  
Breakout
Säkerhetsbreakout är en tid som är förbjuden att åka under och om man gör det så leder det till automatisk diskvalificering om inget annat anges från tävlingsledningen. Om det skulle vara så att båda bilarna kör under Säkerhetsbreakout så skulle båda två bli diskvalificerade om inget annat anges.  
Om det skulle vara så att båda kör under breakouttiden men över säkerhetsbreakout så vinner den som har kört minst under dvs närmast 7.90.    
Stock dragster JR/S
JR/S som har standardmotorer och som går ca 70 km/h och sådana får man börja köra från det år man fyller åtta år. JR/S klassen får köra på 12.90 sekunder på 201 m. För junior stock ligger säkerhetsbreakout på 12.70, se ovan. I en stock-dragster sitter det en helt vanlig motor från en gräsklippare (Briggs motor).   
Modified dragster JR/M
.JR/M det år man fyller tolv år. JR/M har trimmade motorer och som går upp till 137 km/h. För modified är breakout  07.90 om man kör fortare än det när det är eliminering (utslagning) är man utslagen. Säkerhetsbreakout är 07.70 se ovan. En JR/M är mer trimmad än en JR/S är.         